# Shea Theodore
Shea Theodore (* 3. srpna 1995) je profesionální kanadský hokejový obránce momentálně hrající v týmu Vegas Golden Knights v severoamerické lize NHL. V roce 2013 byl draftován již v 1. kole jako 26. celkově týmem Anaheim Ducks.

## Statistiky

### Klubové statistiky
| Sezóna      | Klub                 | Soutěž      |     | Základní část | Základní část | Základní část | Základní část | Základní část |    | Play off | Play off | Play off | Play off | Play off |
| Sezóna      | Klub                 | Soutěž      | Z   | G             | A             | B             | TM            | Z             | G  | A        | B        | TM       |          |          |
| 2010–11     | Seattle Thunderbirds | WHL         | 4   | 0             | 0             | 0             | 2             | —             | —  | —        | —        | —        |          |          |
| 2011–12     | Seattle Thunderbirds | WHL         | 69  | 4             | 31            | 35            | 30            | —             | —  | —        | —        | —        |          |          |
| 2012–13     | Seattle Thunderbirds | WHL         | 71  | 19            | 31            | 50            | 32            | 7             | 0  | 2        | 2        | 4        |          |          |
| 2013–14     | Seattle Thunderbirds | WHL         | 70  | 22            | 57            | 79            | 39            | 9             | 0  | 5        | 5        | 4        |          |          |
| 2013–14     | Norfolk Admirals     | AHL         | 4   | 0             | 0             | 0             | 0             | 4             | 1  | 2        | 3        | 2        |          |          |
| 2014–15     | Seattle Thunderbirds | WHL         | 43  | 13            | 35            | 48            | 16            | 6             | 3  | 6        | 9        | 0        |          |          |
| 2014–15     | Norfolk Admirals     | AHL         | 8   | 4             | 5             | 9             | 0             | —             | —  | —        | —        | —        |          |          |
| 2015–16     | San Diego Gulls      | AHL         | 50  | 9             | 28            | 37            | 34            | 7             | 2  | 3        | 5        | 4        |          |          |
| 2015–16     | Anaheim Ducks        | NHL         | 19  | 3             | 5             | 8             | 2             | 6             | 0  | 0        | 0        | 0        |          |          |
| 2016–17     | San Diego Gulls      | AHL         | 26  | 5             | 15            | 20            | 12            | —             | —  | —        | —        | —        |          |          |
| 2016–17     | Anaheim Ducks        | NHL         | 34  | 2             | 7             | 9             | 28            | 14            | 2  | 6        | 8        | 4        |          |          |
| 2017–18     | Chicago Wolves       | AHL         | 8   | 5             | 6             | 11            | 2             | —             | —  | —        | —        | —        |          |          |
| 2017–18     | Vegas Golden Knights | NHL         | 61  | 6             | 23            | 29            | 14            | 20            | 3  | 7        | 10       | 8        |          |          |
| 2018–19     | Vegas Golden Knights | NHL         | 79  | 12            | 25            | 37            | 20            | 7             | 1  | 7        | 8        | 6        |          |          |
| 2019–20     | Vegas Golden Knights | NHL         | 71  | 13            | 33            | 46            | 25            | 20            | 7  | 11       | 18       | 8        |          |          |
| 2020–21     | Vegas Golden Knights | NHL         | 53  | 8             | 34            | 42            | 14            | 19            | 1  | 9        | 10       | 10       |          |          |
| 2021–22     | Vegas Golden Knights | NHL         | 78  | 14            | 38            | 52            | 24            | —             | —  | —        | —        | —        |          |          |
| 2022–23     | Vegas Golden Knights | NHL         | 55  | 8             | 33            | 41            | 18            | 21            | 1  | 12       | 13       | 10       |          |          |
| 2023–24     | Vegas Golden Knights | NHL         | 47  | 5             | 37            | 42            | 6             | 7             | 0  | 0        | 0        | 0        |          |          |
| NHL celkově | NHL celkově          | NHL celkově | 497 | 71            | 235           | 306           | 151           | 114           | 15 | 53       | 68       | 46       |          |          |

### Reprezentační statistiky
| Rok                            | Tým                            | Soutěž                         | Z  | G | A | B | TM |
| ------------------------------ | ------------------------------ | ------------------------------ | -- | - | - | - | -- |
| 2012                           | Kanada 18                      | MIH                            | 5  | 0 | 0 | 0 | 2  |
| 2013                           | Kanada 18                      | MS18                           | 7  | 0 | 5 | 5 | 0  |
| 2015                           | Kanada 20                      | MSJ                            | 7  | 1 | 1 | 2 | 0  |
| 2019                           | Kanada                         | MS                             | 10 | 2 | 5 | 7 | 4  |
| Juniorská reprezentace celkově | Juniorská reprezentace celkově | Juniorská reprezentace celkově | 19 | 1 | 6 | 7 | 2  |
| Seniorská reprezentace celkově | Seniorská reprezentace celkově | Seniorská reprezentace celkově | 10 | 2 | 5 | 7 | 4  |